# Mormântul Iuliilor
Mormântul Iuliilor este numele dat unei încăperi subterane aflate Necropola Vaticanului de sub Bazilica Sfântul Petru din Roma. Încăperea aflată în apropierea criptei are o boltă cu un mozaic prezentându-l pe Sol Invictus (Helios în mitologia greacă) cu o aureolă aflat într-un car de luptă, înconjurat de un cadru de viță-de-vie. Mozaicul este datat în secolul al III-lea sau al IV-lea. Prezența în același complex a imaginilor lui Iona și a Bunului Păstor au adus în discuție posibilitatea ca persoana din mozaic să fie, de fapt, Iisus Hristos.